# Eleições europeias de 2009 no Seixal

## Resultados Oficiais
| Partido                 | Partido                        | Votos   | %               | +/-   |
| ----------------------- | ------------------------------ | ------- | --------------- | ----- |
|                         | Coligação Democrática Unitária | 11 724  | 24,65 / 100,00  | 1,38  |
|                         | Partido Socialista             | 11 690  | 24,58 / 100,00  | 18,50 |
|                         | Partido Social Democrata       | 7 877   | 16,56 / 100,00  | -     |
|                         | Bloco de Esquerda              | 6 943   | 14,60 / 100,00  | 7,04  |
|                         | Partido Popular                | 3 013   | 6,34 / 100,00   | -     |
|                         | PCTP/MRPP                      | 733     | 1,54 / 100,00   | 0,02  |
|                         | Movimento Esperança Portugal   | 659     | 1,39 / 100,00   | Novo  |
|                         | Outros                         | 1 407   | 2,96 / 100,00   |       |
| Votos Inválidos         | Votos Inválidos                | 3 512   | 7,39 / 100,00   | 3,55  |
| Total                   | Total                          | 47 558  | 100,00 / 100,00 |       |
| Eleitorado/Participação | Eleitorado/Participação        | 126 037 | 37,73 / 100,00  | 1,72  |

## Resultados por Freguesia
Os resultados seguintes referem-se aos partidos que obtiveram mais de 1,00% dos votos:
| Freguesia            | %     | %     | %     | %     | %    | %    | %    | Votantes |
| Freguesia            | CDU   | PS    | PSD   | BE    | CDS  | PCTP | MEP  | Votantes |
| -------------------- | ----- | ----- | ----- | ----- | ---- | ---- | ---- | -------- |
| Aldeia de Paio Pires | 35,47 | 22,31 | 9,90  | 13,13 | 4,89 | 2,38 | 1,13 | 3 617    |
| Amora                | 24,02 | 25,13 | 16,68 | 14,64 | 6,41 | 1,40 | 1,33 | 15 152   |
| Arrentela            | 31,43 | 22,81 | 13,69 | 13,64 | 5,96 | 1,92 | 1,12 | 8 107    |
| Corroios             | 19,87 | 25,26 | 18,55 | 16,06 | 6,60 | 1,37 | 1,67 | 14 891   |
| Fernão Ferro         | 17,70 | 26,55 | 20,72 | 13,87 | 7,63 | 1,41 | 1,33 | 4 666    |
| Seixal               | 41,69 | 20,09 | 13,51 | 9,42  | 3,73 | 0,80 | 1,24 | 1 125    |
| Seixal               | 24,65 | 24,58 | 16,56 | 14,60 | 6,34 | 1,54 | 1,39 | 47 558   |

#### Aldeia de Paio Pires
| Partido                 | Partido                        | Votos | %               | +/-   |
| ----------------------- | ------------------------------ | ----- | --------------- | ----- |
|                         | Coligação Democrática Unitária | 1 283 | 35,47 / 100,00  | 2,55  |
|                         | Partido Socialista             | 807   | 22,31 / 100,00  | 19,29 |
|                         | Bloco de Esquerda              | 475   | 13,13 / 100,00  | 7,61  |
|                         | Partido Social Democrata       | 358   | 9,90 / 100,00   | -     |
|                         | Partido Popular                | 177   | 4,89 / 100,00   | -     |
|                         | PCTP/MRPP                      | 86    | 2,38 / 100,00   | 0,70  |
|                         | Movimento Esperança Portugal   | 41    | 1,13 / 100,00   | Novo  |
|                         | Partido Nacional Renovador     | 40    | 1,11 / 100,00   | 0,99  |
|                         | Outros                         | 81    | 2,24 / 100,00   |       |
| Votos Inválidos         | Votos Inválidos                | 269   | 7,44 / 100,00   | 3,73  |
| Total                   | Total                          | 3 617 | 100,00 / 100,00 |       |
| Eleitorado/Participação | Eleitorado/Participação        | 9 566 | 37,81 / 100,00  | 1,28  |

#### Amora
| Partido                 | Partido                        | Votos  | %               | +/-   |
| ----------------------- | ------------------------------ | ------ | --------------- | ----- |
|                         | Partido Socialista             | 3 807  | 25,13 / 100,00  | 19,21 |
|                         | Coligação Democrática Unitária | 3 639  | 24,02 / 100,00  | 1,45  |
|                         | Partido Social Democrata       | 2 527  | 16,68 / 100,00  | -     |
|                         | Bloco de Esquerda              | 2 218  | 14,64 / 100,00  | 7,01  |
|                         | Partido Popular                | 972    | 6,41 / 100,00   | -     |
|                         | PCTP/MRPP                      | 212    | 1,40 / 100,00   | 0,05  |
|                         | Movimento Esperança Portugal   | 202    | 1,33 / 100,00   | Novo  |
|                         | Outros                         | 441    | 2,92 / 100,00   |       |
| Votos Inválidos         | Votos Inválidos                | 1 134  | 7,49 / 100,00   | 3,96  |
| Total                   | Total                          | 15 152 | 100,00 / 100,00 |       |
| Eleitorado/Participação | Eleitorado/Participação        | 42 482 | 35,67 / 100,00  | 2,10  |

#### Arrentela
| Partido                 | Partido                        | Votos  | %               | +/-   |
| ----------------------- | ------------------------------ | ------ | --------------- | ----- |
|                         | Coligação Democrática Unitária | 2 548  | 31,43 / 100,00  | 1,72  |
|                         | Partido Socialista             | 1 849  | 22,81 / 100,00  | 17,23 |
|                         | Partido Social Democrata       | 1 110  | 13,69 / 100,00  | -     |
|                         | Bloco de Esquerda              | 1 106  | 13,64 / 100,00  | 6,71  |
|                         | Partido Popular                | 483    | 5,96 / 100,00   | -     |
|                         | PCTP/MRPP                      | 156    | 1,92 / 100,00   | 0,02  |
|                         | Movimento Esperança Portugal   | 91     | 1,12 / 100,00   | Novo  |
|                         | Outros                         | 240    | 2,96 / 100,00   |       |
| Votos Inválidos         | Votos Inválidos                | 524    | 6,47 / 100,00   | 3,05  |
| Total                   | Total                          | 8 107  | 100,00 / 100,00 |       |
| Eleitorado/Participação | Eleitorado/Participação        | 22 866 | 35,45 / 100,00  | 2,76  |

#### Corroios
| Partido                 | Partido                        | Votos  | %               | +/-   |
| ----------------------- | ------------------------------ | ------ | --------------- | ----- |
|                         | Partido Socialista             | 3 762  | 25,26 / 100,00  | 19,07 |
|                         | Coligação Democrática Unitária | 2 959  | 19,87 / 100,00  | 1,16  |
|                         | Partido Social Democrata       | 2 763  | 18,55 / 100,00  | -     |
|                         | Bloco de Esquerda              | 2 391  | 16,06 / 100,00  | 7,18  |
|                         | Partido Popular                | 983    | 6,60 / 100,00   | -     |
|                         | Movimento Esperança Portugal   | 249    | 1,67 / 100,00   | Novo  |
|                         | PCTP/MRPP                      | 204    | 1,37 / 100,00   | 0,23  |
|                         | Outros                         | 446    | 2,99 / 100,00   |       |
| Votos Inválidos         | Votos Inválidos                | 1 134  | 7,61 / 100,00   | 3,34  |
| Total                   | Total                          | 14 891 | 100,00 / 100,00 |       |
| Eleitorado/Participação | Eleitorado/Participação        | 37 831 | 39,36 / 100,00  | 2,72  |

#### Fernão Ferro
| Partido                 | Partido                        | Votos  | %               | +/-   |
| ----------------------- | ------------------------------ | ------ | --------------- | ----- |
|                         | Partido Socialista             | 1 239  | 26,55 / 100,00  | 17,75 |
|                         | Partido Social Democrata       | 967    | 20,72 / 100,00  | -     |
|                         | Coligação Democrática Unitária | 826    | 17,70 / 100,00  | 2,59  |
|                         | Bloco de Esquerda              | 647    | 13,87 / 100,00  | 8,05  |
|                         | Partido Popular                | 356    | 7,63 / 100,00   | -     |
|                         | PCTP/MRPP                      | 66     | 1,41 / 100,00   | 0,04  |
|                         | Movimento Esperança Portugal   | 62     | 1,33 / 100,00   | Novo  |
|                         | Outros                         | 132    | 2,84 / 100,00   |       |
| Votos Inválidos         | Votos Inválidos                | 371    | 7,95 / 100,00   | 3,30  |
| Total                   | Total                          | 4 666  | 100,00 / 100,00 |       |
| Eleitorado/Participação | Eleitorado/Participação        | 10 853 | 42,99 / 100,00  | 0,95  |

#### Seixal
| Partido                 | Partido                        | Votos | %               | +/-   |
| ----------------------- | ------------------------------ | ----- | --------------- | ----- |
|                         | Coligação Democrática Unitária | 469   | 41,69 / 100,00  | 0,43  |
|                         | Partido Socialista             | 226   | 20,09 / 100,00  | 13,04 |
|                         | Partido Social Democrata       | 152   | 13,51 / 100,00  | -     |
|                         | Bloco de Esquerda              | 106   | 9,42 / 100,00   | 3,60  |
|                         | Partido Popular                | 42    | 3,73 / 100,00   | -     |
|                         | Movimento Esperança Portugal   | 14    | 1,24 / 100,00   | Novo  |
|                         | Outros                         | 36    | 3,20 / 100,00   |       |
| Votos Inválidos         | Votos Inválidos                | 80    | 7,11 / 100,00   | 3,94  |
| Total                   | Total                          | 1 125 | 100,00 / 100,00 |       |
| Eleitorado/Participação | Eleitorado/Participação        | 2 439 | 46,13 / 100,00  | 2,88  |